# La Vie d'Edgar Poe

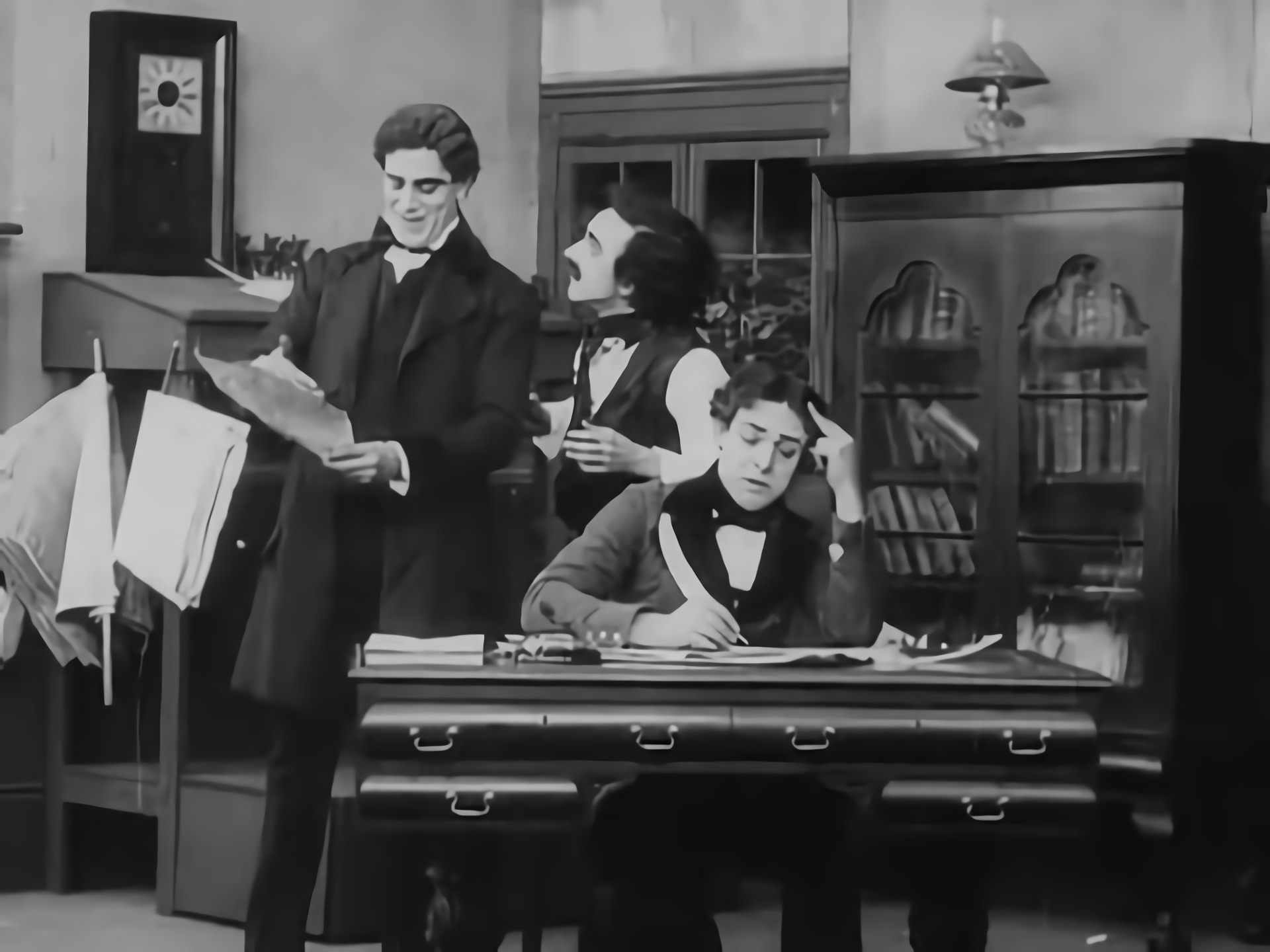
La Vie d'Edgar Poe (1909), image extraite du film.

La Vie d'Edgar Poe (Edgar Allan Poe) est un  court-métrage américain muet de sept minutes, réalisé à l'occasion du centenaire de la naissance de l'écrivain (et sous-titré, à l'époque où le mot biopic n'existait pas encore, "a Picture Story Founded on Events in His Career"), réalisé par D. W. Griffith, sorti en 1909.

## Synopsis
Ce court-métrage montre Edgar Allan Poe le pionnier de l'horreur psychologique du XIXe siècle en train de composer son œuvre la plus connue, "Le Corbeau", alors que sa femme se meurt de la tuberculose.

## Fiche technique
- Titres : La Vie d'Edgar Poe
- Titre original : Edgar Allan Poe
- Réalisation : D. W. Griffith
- Scénario : D. W. Griffith et Frank E. Woods, d'après le poème Le Corbeau d'Edgar Allan Poe[1]
- Société de production et de distribution : American Mutoscope and Biograph Company[2]
- Photographie : G. W. Bitzer
- Pays de production :  États-Unis
- Format[3] : Noir et blanc - Muet - 1,33:1 ou 1,37:1[1] - 35 mm[1],[4]
- Longueur de pellicule : 450 pieds (137 mètres[4])
- Genre : Drame[1]
- Date de sortie : 8 février 1909

## Distribution
Les noms des personnages proviennent de l'Internet Movie Database.
- Herbert Yost : Edgar Allan Poe
- Linda Arvidson : Virginia Poe
- Clara T. Bracy
- Charles Perley : le poète
- Arthur V. Johnson : le premier éditeur
- James Kirkwood, Sr.
- Anita Hendrie : la femme du deuxième éditeur[5]
- David Miles : le deuxième éditeur[5]

## Autour du film
Les scènes du film ont été tournées les 21 et 23 janvier 1909 dans le studio de la Biograph à New York.
À sa sortie, le film a été présenté sur la même bobine que A Wreath in Time et des copies existent encore aujourd'hui.